# Бондя
Бондя — село в Кірово-Чепецькому районі Кіровської області у складі Конипського сільського поселення.

## Географія
Розташоване на відстані приблизно 26 км на захід — південний захід від райцентру, міста Кірово-Чепецьк.

## Історія
Відоме з 1678 року як починок Демінський Федянина над річкою Бахтеяркою з трьома дворами, у 1764 році (починок Демкінський Видякіна) — 60 жителів. У 1873 році в селі Демінська (Демінська і Федякінська) дворів 10 і 116 жителів, у 1905 році (Демінська або Бандя) — 18 і 123, у 1926 (Бондя або Демінський) — 25 і 136, у 1950 26 і 132. У 1989 році в селі не залишилось постійних жителів. Сучасна назва утвердилася з 1939 року.

## Населення
Постійне населення становило 7 осіб (росіяни 100%) у 2002 році, 6 у 2010.